# Гольма
Го́льма (укр. Го́льма) — село, относится к Балтскому району Одесской области Украины.
Население по переписи 2001 года составляло 1635 человек. Почтовый индекс — 66155. Телефонный код — 486696. Занимает площадь 77,41 км². Код КОАТУУ — 5120681601.

## Местный совет
66154, Одесская обл., Балтский р-н, с. Гольма